# Ketsch
Ketsch (tiếng Đức: [kɛtʃ] ⓘ) là một xã thuộc huyện Rhein-Neckar-Kreis, bang Baden-Württemberg, Đức. Nơi đây nằm ở hữu ngạn sông Rhine, cách Heidelberg 14 km về phía nam.

## Nhân khẩu học
Phát triển dân số: 
| Năm  | Số dân |
| ---- | ------ |
| 1990 | 12,509 |
| 2001 | 12.971 |
| 2011 | 12.617 |
| 2021 | 12.995 |